# Holcus rigidus
Holcus rigidus — вид трав'янистих рослин з родини тонконогові (Poaceae), ендемік Азорських островів.

## Опис
Багаторічна рослина. Кореневища подовжені. Стебло 15–40 см завдовжки. Лігули 2 мм завдовжки. Листові пластини розлогі, жорсткі, довжиною 3–8 см, шириною 2–5 мм; поверхня оголена. Суцвіття — ланцетна або довгаста волоть, 2–7 см завдовжки. Колосочки одиночні. Родючі колосочки містять 1 родючу квіточку; з зменшеними квітками на вершині. Колосочки еліптичні, з боків стиснуті, довжиною 4–5 мм.

## Поширення
Ендемік Азорських островів (острови Грасіоза, Корву, Сан-Мігел, Сан-Жорже, Санта-Марія, Піку, Терсейра, Фаял, Флореш).